# Unione Sportiva Rhodense 1934-1935
Questa voce raccoglie le informazioni riguardanti l'Unione Sportiva Rhodense nelle competizioni ufficiali della stagione 1934-1935.

## Rosa
| N. |                   | Ruolo | Calciatore           |
| -- | ----------------- | ----- | -------------------- |
|    | Italia (bandiera) | A     | Alessandro Bertolini |
|    | Italia (bandiera) | C     | Giuseppe Botterio    |
|    | Italia (bandiera) | A     | Agostino Bovati      |
|    | Italia (bandiera) | C     | Pierino Bovati       |
|    | Italia (bandiera) | A     | Tarcisio Camerin     |
|    | Italia (bandiera) | C     | Pietro Carpani       |
|    | Italia (bandiera) | A     | Cesare Cattaneo      |
|    | Italia (bandiera) | A     | Dante Di Benedetti   |
|    | Italia (bandiera) | A     | Renato Ghezzi (II)   |

| N. |                   | Ruolo | Calciatore        |
| -- | ----------------- | ----- | ----------------- |
|    | Italia (bandiera) | P     | Giovanni Modolo   |
|    | Italia (bandiera) | A     | Alessandro Oldani |
|    | Italia (bandiera) | A     | Luigi Oltolina    |
|    | Italia (bandiera) | D     | Sergio Poletti    |
|    | Italia (bandiera) | D     | Giuseppe Sassi    |
|    | Italia (bandiera) | C     | Uboldi            |
|    | Italia (bandiera) | C     | Italo Venturi     |
|    | Italia (bandiera) | C     | Giulio Volontè    |

## Arrivi e partenze
| Acquisti | Acquisti           | Acquisti | Acquisti   |
| R.       | Nome               | da       | Modalità   |
| -------- | ------------------ | -------- | ---------- |
| A        | Dante Di Benedetti | Roma     | prestito   |
| C        | Italo Venturi      | Lecco    | definitivo |

| Cessioni | Cessioni           | Cessioni | Cessioni   |
| R.       | Nome               | a        | Modalità   |
| -------- | ------------------ | -------- | ---------- |
| C        | Ezio Bergamaschi   | ???      | definitivo |
| C        | Giuseppe Carettoni | ???      | definitivo |
| A        | Oreste Maietti     | ???      | definitivo |
| A        | Federico Necchi    | ???      | definitivo |
| D        | Luigi Pravettoni   | ???      | definitivo |
| A        | Mario Vismara      | ???      | definitivo |